# Quadra (amministrazione)
La quadra era un'antica suddivisione amministrativo-giuridica diffusa nell'Italia settentrionale nelle province di Brescia, di Bergamo e in Trentino. Nella signoria e, in seguito, nel Ducato di Milano, le quadre venivano chiamate "squadre".
Una quadra era un insieme di comuni sottoposti ad un comune capoquadra che faceva da referente ai fini fiscali. Sull'insieme delle quadre erano distribuite le taglie (tasse) da raccogliere, e ogni quadra recuperava le somme ridistribuendola tra i propri abitanti secondo il sistema degli estimi.
Si hanno notizie certe dell'esistenza delle quadre in periodo veneziano (1426/28 - 1797), ma si suppone che l'origine di tale suddivisione debba risalire alla seconda metà del Trecento.